# Arctornis lumulosa
Arctornis lumulosa är en fjärilsart som beskrevs av James P. Mackey 1984. Arctornis lumulosa ingår i släktet Arctornis och familjen tofsspinnare. Inga underarter finns listade i Catalogue of Life.